# Convenio de Barcelona para la protección del Mar Mediterráneo

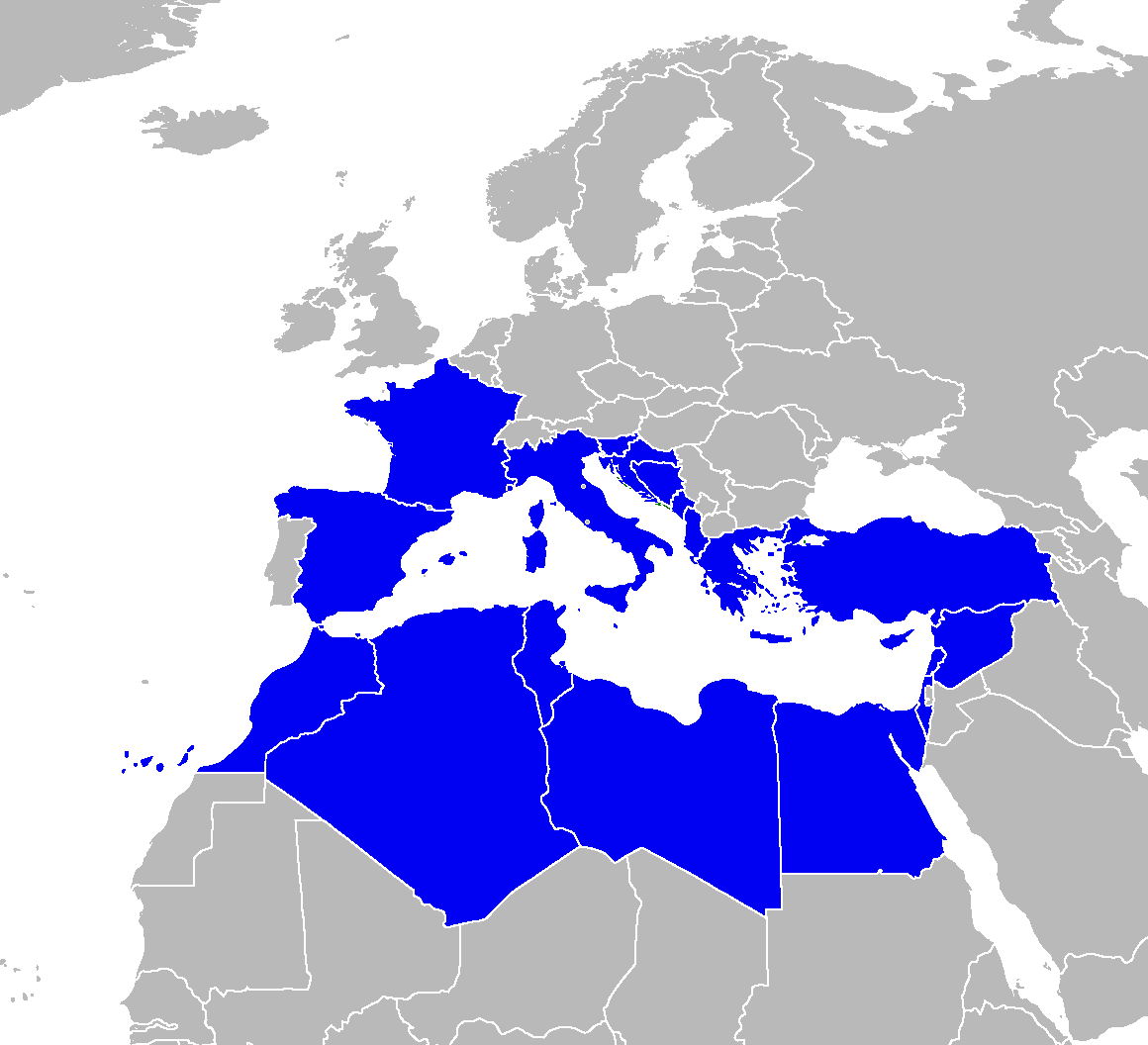
Mapa de las partes del convenio.

El Convenio de Barcelona para la protección del mar Mediterráneo de la contaminación es una convención regional para prevenir y disminuir la contaminación desde buques, aeronaves y fuentes terrestres al Mar Mediterráneo. Incluye vertidos, escapes y descargas, aunque no se limita a ellos. Las partes firmantes acordaron cooperar y asistirse ante las emergencias de contaminación, la supervisión y la investigación científica. La convención ha sido enmendada en 1995 por última vez.
El Convenio de Barcelona y sus protocolos, junto con el Plan de Acción para el Mediterráneo forman parte del Programa de Mares Regionales del PNUMA.

## Fines
El fin principal del convenio es 'reducir la contaminación en el Mar Mediterráneo así como proteger y mejorar el medio ambiente marino en esta zona, contribuyendo así a su desarrollo sostenible'  (en inglés). Para alcanzar estos fines se establecen una serie de objetivos y compromisos.

### Objetivos
- Prevenir, reducir, combatir, y en la medida de lo posible, eliminar la contaminación en la zona del Mar Mediterráneo.

- Conseguir el objetivo de un desarrollo sostenible, teniendo plenamente en cuenta las recomendaciones de la Comisión Mediterránea de Desarrollo Sostenible.

- Proteger el medio ambiente y contribuir al desarrollo sostenible:
  - Aplicando el principio de precaución y el de "quien contamina paga"
  - Realizando Evaluaciones de Impacto Ambiental (EIA)
  - Promoviendo la cooperación entre Estados costeros en los procedimientos de las EIA.
  - Promoviendo la gestión integrada de las zonas costeras, teniendo en cuenta la protección de las zonas de interés ecológico y paisajístico y el uso racional de los recursos naturales. Aplicando el Convenio y sus Protocolos:
  - Adoptando programas y medidas con plazos definidos de finalización.
  - Usando las mejores tecnologías disponibles y las mejores prácticas medioambientales.

- Formular y adoptar Protocolos que prescriban medidas acordadas, procedimientos y regulaciones para la aplicación del Convenio.

- Promover, en el seno de los organismos internacionales, medidas referidas a la aplicación de los programas de protección medioambiental y de desarrollo sostenible, de conservación y rehabilitación y de recursos naturales del Mar Mediterráneo.

### Compromisos
Los miembros acordaron tomar medidas específicas:
- contra la contaminación debida al vertido desde buques y aeronaves y contra la incineración en el mar,
- contra la contaminación debida a la descarga desde buques,
- contra la contaminación derivada de la exploración y la explotación de la plataforma continental, del fondo del mar y de su subsuelo,
- contra la contaminación de origen terrestre,
- para la cooperación en incidentes de contaminación que causen situaciones de emergencia,
- para la protección de la biodiversidad,
- contra la contaminación debida a los movimientos transfronterizos de residuos peligrosos y a su eliminación,
- para la supervisión de la contaminación,
- para la cooperación en ciencia y tecnología,
- para la aplicación de la legislación medioambiental, y
- para facilitar el acceso público a la información y la participación pública.

## Situación actual
Originalmente, en 1976, firmaron el convenio catorce estados (partes contratantes) y la Unión Europea. Durante la revisión de 1995 todas las partes volvieron a suscribirlo. Entró en vigor el 12 de febrero de 1978. Las enmiendas de 1995 han de ser aún ratificadas por todos los países miembros. Los miembros son todos los países con costa mediterránea así como la Unión Europea. Se permite a las organizaciones no gubernamentales interesadas y los gobiernos de terceros países formar parte con el estatus de observadores.
El convenio es aplicable para la 'Zona del Mar Mediterráneo'. Esta está definida como 'las aguas marítimas del Mediterráneo propiamente dichas, con todos sus golfos y mares afluentes, limitadas al oeste por el Estrecho de Gibraltar y al este por el estrecho de los Dardanelos'. Se permite a los países miembros extender la aplicación del convenio a las áreas costeras comprendida en sus territorios.

## Figuras
El convenio contempla la figura de ZEPIM (Zona especialmente protegida de importancia para el Mediterráneo).
Se ha declarado ZEPIMM al “Mar Menor y zona oriental mediterránea de la costa de la Región de Murcia”.